# Annabel Kosten
Annabel Kosten (Oostburg, 23 mei 1977) is een voormalige Nederlandse zwemster. In 2004 kwam ze uit op de Olympische Spelen van Athene waar ze deel uitmaakte van de estafetteploeg die brons haalde op de 4x100 meter vrije slag. Ze kwam daar in de serie in actie.
In 1999 mocht ze als reserve mee naar de wereldkampioenschappen kortebaan in Hongkong. In het daaropvolgende jaar was de voormalige studente Hotelmanagement aan de universiteit van Lexington in de Verenigde Staten eveneens reserve bij de Olympische Spelen van Sydney (2000).
Kosten is in 2005 gestopt met zwemmen op topsportniveau.

## Internationale toernooien
| Jaar | Olympische Spelen                               | WK langebaan         | WK kortebaan  | EK langebaan         | EK kortebaan                                                                                                 |
| ---- | ----------------------------------------------- | -------------------- | ------------- | -------------------- | --- |
| 2000 | geen deelname                                   |                      | geen deelname | 5e 4x100m vrije slag | geen deelname                                                                                                |
| 2001 |                                                 | geen deelname        |               |                      | geen deelname                                                                                                |
| 2002 |                                                 |                      | geen deelname | geen deelname        | 4e 4x50m vrije slag                                                                                          |
| 2003 |                                                 | 4e 4x100m vrije slag |               |                      | 17e 50m vrije slag · 20e 100m vrije slag · 4x50m vrije slag · 4x50m wisselslag · Kosten zwom enkel de series |
| 2004 | 4x100m vrije slag · Kosten zwom enkel de series |                      | geen deelname | 4x100m vrije slag    | geen deelname                                                                                                |

## Persoonlijke records

### Kortebaan
| Afstand         | Tijd  | Datum            | Plaats |
| --------------- | ----- | ---------------- | ------ |
| 050m vrije slag | 25,22 | 14 december 2003 | Dublin |
| 100m vrije slag | 55,13 | 11 december 2003 | Dublin |

### Langebaan
| Afstand         | Tijd  | Datum         | Plaats    |
| --------------- | ----- | ------------- | --------- |
| 050m vrije slag | 25,65 | 27 maart 2004 | Eindhoven |
| 100m vrije slag | 56,04 | 18 april 2004 | Amsterdam |